# Sten Lindberg (volleybolltränare)
Sten Lindberg är en svensk volleybolltränare. Han var den första tränaren för Sveriges damlandslag i volleyboll (1964–1966 samt vid EM 1967). Han var även tränare och ordförande för Bosöns IK, en av de första volleybollklubbarna i Sverige (och den första svenska mästaren på damsidan). Han var även Sveriges första internationella domare i volleyboll. Hans far Pontus Lindberg hade varit förståndare vid Bosön idrottsfolkhögskola och där spelat en viktig roll för att sprida sporten i Sverige genom att vara initiativtagare till Svenska volleybollförbundet och Bosöns IK.